# Huda pravda
Lojze Ilija je leta 1971 izdal roman o stiskah gorenjskega človeka med drugo svetovno vojno Huda pravda.

## Zgodba
Pater Benedikt zapusti samostan in mesto, ljubezen ga vodi na podeželje k brhki vdovi Angeli. Po poti sreča mladega raznašalca domobranskega časopisa Konopljo in nekaj njegovih tovarišev Splošno Zmedo, Sitno Zadevo in Tepeta. Navdušeno mu razlagajo, kakšne obveznosti imajo in skrbi, meniha pa zanima le mlada gospodinja, ki ga veselo pričakuje.
Vojna prizadene vse ljudstvo, družine ostajajo brez moških pri hiši, lakota je vse pogostejša, volja ljudi omahuje. Domobranci se trudijo zaščititi svoj narod in pošteno  zmagati, njihove brzostrelke ne merijo v vsakogar in streljajo le v samoobrambi. Ljudstvu pomagajo pri vsakdanjih opravilih, kot je obračanje težkega voza, priprava mrtvaškega odra ali zgolj s petjem po vasi brezupnežem vlivajo pogum. Partizani so njihovo nasprotje, z ljudmi ravnajo nečloveško, ne štejejo koliko nedolžnih je padlo pod njihovimi streli, koliko škode so naredili in koliko družin uničili. 
V vasi Hudina, kjer je domobranska postojanka, so večinsko domobranci, živinozdravnik Gudbaj pa izdaja za partizane. Sam povzroči nemalo smrti svojih sosedov, za kar ni kaznovan, saj umorov v času vojne ne raziskujejo. 
Po dveh uspešnih bojih belih proti rdečim, dobijo ukaz, da morajo zapustiti svoj kraj in oditi na Koroško, sprva čakajo preklic a pride pisni ukaz, ki ga je treba izvršiti. S težkim srcem zapustijo domovino in se pridružijo koloni belih na drugo stran Karavank.
Postranska tema ljubezni postopoma ugaša, Angela in Benedikt sta nesrečna in se drug drugemu izogibata. Pater se odpravi v svet kjer ga še pred mestom ubijejo, za njim pa gre tudi Angela iskat srečo v svet. 

## Kritika
"Prvi se je lotil širšega pripovednega teksta iz domobranskega življenja prav Lojze Ilija. Lotil se ga je kot pravnik, politični publicist, propagandist in pisatelj. [...] Stvarno hoče najprej prikazati osnove in problematiko domobranstva sploh, njegove ideološke temelje in cilje, kamor raste; izpovedovalec tega je pater Anzelm. Je to boj krščanstva proti brezbožnemu komunizmu. Nato razčisti razmerje med protirevolucionarji: med domobranci samimi, ilegalci in četniki, kar razlaga Ljuba Duša. Največja pravda se vodi med domobranci in terenci ter njihovo mrežo in metodami. Tu je glavna vsebina tega življenja na postojanki. Le enkrat pride do odkritega spopada med domobranci in partizani in to je gotovo najbolj sugestivno opisan prizor. Najhujšo pravdo pa je pomenilo gotovo razmerje domobrancev do Nemcev, ki so po svoje podpirali obe strani bratomora iz svojih namenov. Kot pravnik razčlenjuje Ilija svetovni komunizem in njega slovenski odraz, ki je v zvezi s komunisti v okupatorjevih vrstah. Na vse strani je zapredal domobranski idealno čisti protikomunistični boj zaradi krive perspektive mednarodne politike zaveznikov, za katere so domobranci mislili, da delajo zanje s svojo borbo proti sovjetizaciji terena, kajti očiten je zavezniški interes, da Slovenija ne pade pod sovjetski vpliv. Najhujši očitek pa je bil ta, kot ga je izrekla terenka: "Vam ni za narod osvobojenje kot nam; vi ste za okupatorja." Vse to hoče Ilija pobijati, dokazuje nasprotno, opravičuje tako borbo, ki s premočrtnim bojem proti komunizmu v vseh oblikah v mejah Slovenije, ne na mednarodnih bojiščih, pride v nasprotja z vsemi tokovi v svetu tako, da domobranci nazadnje ostanejo osamljeni, zapuščeni od vseh; vojaško nepremagani so bili poraženi po spletkah domačih in tujih politikov. Ta mreža, spletena od vseh strani proti življenjsko zdravemu odporu naroda, kot ga predstavlja domobranstvo, je svojevrstna Huda pravda za Ilijo. V začetku se ji približa kot pravnik, kot apologet, da ga v drugi polovici povesti reši pisatelj, ki ga je snov sama zanesla v umetniško oblikovanje močnih kolektivnih prizorov.
V okvirju take zapletene hude pravde se vrste pestri prizori iz življenja na položaju, likvidacije domobranskih propagandistov, spletke terencev, različni njihovi tipi, pobijanje nevtralcev, kot je bil iz samostana pobegli pater Benedikt, ciganov in beračev, ki bi lahko kaj izdali. To so mozaiki, ki naj zloženi dajo živo podobo domobranstva, kakor jo je videti s postojanke.
Ilija je nipisal s to povestjo prvo o domobrancih in s to svojo Hudo pravdo dokazal kot pravnik in ustvaril kot pisatelj prepričljivo podobo, da nikakor ni resnica tako enostavna, kakor se danes že 25 let uzakonja v domovini in kakor jo je izrazila terenka Na meji, da je bil namreč na partizanski strani boj za osvobajanje, na domobranski pa za obrambo okupatorja... temveč da je bila problematika domobranstva neizmerno bolj zamotana in tudi neizmerno bližja boju za pravo podobo slovenskega naroda in njegovega resničnega osvobajanja. 
Povest ima tudi svojo umetniško ceno. Ne v najmanjši meri je prav svojski Ilijev pripovedni slog, ki je v marsičem privkus naših klasikov Trdine, Erjavca id. Če je slog antikvaren, pa ni zastarel način koncepcije, ki spominja na sodobni kolportažni roman. Ta povest se mu približuje na način, kot je pisal ameriško-slovenski Louis Adamič, in se mu tako pisanje šteje v uspeh. Kot kaže predvsem drugi del povesti, je Ilija kot pisatelj dozorel: opustil je pravništvo, pa prešel bolj v oblikovalca v sebi." (Tine Debeljak)